# Julianne Baird
Julianne Baird (* 10. Dezember 1952 in Statesville, North Carolina) ist eine US-amerikanische Sängerin (Sopran) und Fachautorin.

## Leben
Baird hat zwei Diplome der Eastman School of Music und ein Diplom der Darstellenden Künste von Nikolaus Harnoncourt vom Mozarteum in Salzburg sowie einen Doctor of Philosophy in Musikgeschichte von der Stanford University. Ihr Debüt hatte sie bei den New Yorker Philharmonikern in der Premiere von Steve Reichs Tehillim. Weitere Auftritte mit dem Cleveland Orchestra und der Brooklyn Philharmonic und anderen folgten. 
Über die Künstlerin schrieb die Washington Post: „... die amerikanische Sängerin Julianne Baird hat eine der außerordentlichsten Stimmen, die diese Generation hervorgebracht hat.“

## Schriften
- Introduction to the Art of Singing (Cambridge University Press)